# Psechrus laos
Psechrus laos is een spinnensoort uit de familie van de Psechridae. De wetenschappelijke naam van de soort werd voor het eerst geldig gepubliceerd in 2012 door Bayer.